# Didier Bouvet
Didier Bouvet (* 6. März 1961 in Thonon-les-Bains) ist ein ehemaliger französischer Skirennläufer. Bouvet war in den 1980er Jahren einer der stärksten Slalomfahrer in der französischen Skinationalmannschaft.

## Biografie
Der ausgebildete Zöllner konnte sich im Dezember 1980 als 19-Jähriger erstmals bei einem Weltcuprennen unter den besten zehn platzieren. Dies blieb für über zwei Jahre, in denen Verletzungen und Formschwankungen seine sportlichen Leistungen beeinflussten, sein einziges Spitzenresultat. Erst im Januar 1983 gelang ihm beim Slalom von Kranjska Gora wieder eine einstellige Platzierung. In den folgenden Rennen stabilisierten sich seine Ergebnisse. 
Bei seinem Olympiadebüt 1984 in Sarajevo gelang ihm dann der größte Erfolg seiner Karriere. Obwohl er bis dahin noch keine einzige Weltcup-Podestplatzierung eingefahren hatte, gaben ihm seine Trainer Georges Coquillard und Jean Béranger ihr Vertrauen und ließen ihn an den Start gehen. Im ersten Durchgang, in dem seine Teamkollegen Michel Canac, Yves Tavernier und Michel Vion allesamt ausschieden, fuhr Bouvet auf Rang 5. Im zweiten Durchgang verbesserte er sich mit einem waghalsigen Lauf um zwei Plätze und holte hinter den beiden Brüdern Phil und Steve Mahre die Bronzemedaille. Die erste olympische Medaille für das französische Herrenteam seit 16 Jahren.
Wieder folgte eine Phase mäßiger Resultate und im Frühjahr 1985 musste er wegen eines Bandscheibenschadens ein Gipskorsett tragen. Erst knapp zwei Jahre nach seinem Olympiaerfolg gelang ihm beim Slalom im schweizerischen Parpan der einzige Weltcupsieg seiner Karriere, der erste eines Franzosen seit Jean-Noël Augert 1973. In dieser Saison erreichte er den siebten Rang in der Slalomgesamtwertung des Weltcups. Nach der Saison 1989/90 zog er sich vom Spitzensport zurück. Von 1982 bis 1988 hatte Bouvet fünf französische Meistertitel gewonnen, davon vier im Slalom und einen im Riesenslalom.

## Weltcupsiege
| Datum           | Ort    | Land    | Disziplin |
| --------------- | ------ | ------- | --------- |
| 21. Januar 1986 | Parpan | Schweiz | Slalom    |